# Батраки (Давлекановський район)
Батраки́ (рос. Батраки, башк. Батрак) — присілок у складі Давлекановського району Башкортостану, Росія. Входить до складу Імай-Кармалинської сільської ради.
Населення — 88 осіб (2010; 86 в 2002).
Національний склад:
- татари — 62 %
- башкири — 38 %